# Castello di Orio Canavese
Il castello di Orio Canavese, collocato nell'omonimo comune, è costituito da un grande palazzo posto su una collina che è parte della Serra morenica di Ivrea. Esso era collegato tramite un viale alberato ad un altro castello più antico denominato "Castelvecchio", di cui rimangono un muro ed una cisterna d'acqua. La struttura giace in stato di degrado.

## Storia
Secondo l'autore Vittorio Cicala, il nuovo castello fu costruito per volere di Maria Giovanna Battista di Savoia-Nemours, sebbene non vi siano prove. Il primo estimo del castello, la cui costruzione fu avviata per conto della nobile famiglia Compans di Brichanteau del XVII secolo di fronte al Castelvecchio, risale al 1793. Nel 1833 il castello fu venduto ai Sallier de la Tour, divenendo la residenza del marchese Vittorio de la Tour e della sua famiglia. Suo figlio Carlo Felice diede avvio ad una rinomata produzione di vino nei vigneti circondanti il castello, e la moglie di costui, la contessa Marta Ruinart de Brimont, mostrò interesse nell'abbellimento del castello, facendo costruire una galleria a pianterreno. Il castello inoltre fu interessato da un profondo restauro ad opera dell'architetto svizzero Alfred Chiodera, e durante la prima guerra mondiale fu abbandonato dal marchese Vittorio, che commissionò il geometra Antonio Roletti di San Giorgio per la sua cessione.
Nel 1923 la struttura fu riconvertita in una casa di cura, che nel 1928 passò alla Cassa Nazionale per le Assicurazioni Sociali, fornendo cure elioterapiche agli assicurati INPS convalescenti. Nel 1936 venne ampliato il lato ovest del castello con un'area denominata "cubo fascista", e in seguito ai bombardamenti di Torino del 1941 vi fu trasferito l'Ospedale militare. Durante la seconda guerra mondiale, il castello fu occupato dai partigiani, poi dai nazisti, i quali abbandonarono la struttura il 20 aprile 1945.
Nel 1949 il castello fu trasformato in un Preventorio per convalescenza da malattie polmonari, gestito dall'INPS, che arrivò a raggiungere 196 posti letto per ospitare bambini di età compresa fra gli 1 e 14 anni e che fu dotato di una scuola. Con la diminuzione dei ricoverati, nel 1971 passò dapprima sotto la gestione dell'Ente Ospedaliero "Edoardo e Tina Agnelli", poi nel 1980 sotto quella delle Unità Sanitarie Locali. Tra gli anni '80 e '90 furono presentati diversi progetti di riqualifica o di riconversione del castello, tuttavia essi non furono mai attuati, lasciando la struttura in stato di abbandono.

## Descrizione
La pianta dell'edificio è irregolare, e il castello si sviluppa su almeno due piani. Dalle prime fasi della costruzione ci è giunta la forma ovale delle finestre, ed è plausibile che vi fosse un portico davanti alla cappella del castello. In un estimo del 1793 sono riportate 45 camere civili, due saloni, due gallerie, una cappella con sagrestia e un porticato sotterraneo. Il giardino all'italiana che circondava la struttura fu poi trasformato in un parco all'inglese che ospitava i vigneti e i boschi del Conte della Torre, ora parte della vegetazione spontanea.
Le camere ospitavano una grande collezione di quadri della famiglia Compans di Brichanteau, e venne aggiunta un'ala progettata dall'architetto di corte Ernesto Melano che inglobava il porticato antistante la Cappella di San Silvestro. Il lato ovest della struttura originaria fu ridotto ad un solo piano, e venne costruita una galleria in stile neogotico che collegava le camere di rappresentanza con quelle private, nonché la prestigiosa decorazione del Salone degli Stucchi. La parte antica e moderna della struttura vennero unite, riducendo le facciate secondo il consueto stile piemontese dell'epoca, e agli inizi del '900 fu costruita una torretta al limite della terrazza. Con la conversione del castello in convalescenziario fu costruita una nuova struttura in stile fascista al posto della parte rustica e degli appartamenti della servitù. In seguito all'abbandono degli anni '90 vi furono infiltrazioni d'acqua, crolli degli elementi architettonici, furti e azioni degli agenti atmosferici che danneggiarono i dipinti installati pochi decenni prima.